# Eduardo da Conceição Maciel
Eduardo da Conceição Maciel (bekend als Eduardo) (Nova Iguaçu, 12 november 1986) is een Braziliaans voormalig voetballer die als aanvaller speelde.

## Carrière
Eduardo begon zijn carrière in 2005 bij Nagoya Grampus Eight en speelde tussen 2005 en 2020 voor Botafogo FR, Rot Weiss Ahlen, Stomil Olsztyn, Stal Kraśnik, Al-Riffa Sports Club en AZAL. 